# Ildephonse Amédée Trannoy
Ildephonse Amédée  Trannoy, né le 23 novembre 1865 à Hermies et mort en 1934, est un enseignant et helléniste français.

## Biographie
Après avoir passé l'agrégation de grammaire en 1888, il enseigne au Lycée de Tulle puis de Brest avant d'être censeur au Lycée de Belfort et de  Toulon. Il est nommé proviseur au lycée de Gap, d'Angers puis de Grenoble où il termine sa carrière.
Sa traduction des Pensées de Marc Aurèle est récompensée en 1926 par le prix Jules Janin de l'Académie française. La même année, il est fait Chevalier de la Légion d'honneur le 22 août 1926,.
Il est membre titulaire de l'Académie Delphinale de 1932 à 1934.

## Œuvres
- La Musique des vers, Paris, Delagrave, 1929, 120 p.

## Traductions
- Marc-Aurèle (préf. Aimé Puech), Pensées, Paris, Les Belles lettres, 1925, 148 p.